# Épsilon Leporis
Épsilon Leporis (ε Lep / 2 Leporis / HD 32887 / HR 1654) es una estrella en la constelación de Lepus, la liebre, ocasionalmente conocida con el nombre de Sasin. 
De magnitud aparente +3,19, es la tercera más brillante en esta constelación después de Arneb (α Leporis) y Nihal (β Leporis).
Se encuentra a 213 años luz de distancia del sistema solar.
Épsilon Leporis es una de las abundantes gigantes naranjas visibles en el cielo nocturno, entre las cuales destacan Arturo (α Bootis) y Pólux (β Geminorum) por ser las más brillantes. De tipo espectral K4III, Épsilon Leporis tiene una temperatura efectiva de 4131 K.
Su radio es 40 veces más grande que el radio solar y si estuviese en el lugar del Sol, su superficie se extendería hasta casi la mitad de la órbita de Mercurio.
Gira sobre sí misma con una velocidad de rotación proyectada de 4,3 km/s, implicando que su período de rotación puede durar hasta 1,3 años.
Su masa es un 70% mayor que la del Sol y tiene una edad aproximada de 1720 millones de años.
Épsilon Leporis tiene una metalicidad —abundancia relativa de elementos más pesados que el helio— algo menor que la solar; su contenido relativo de hierro es un 81% del existente en el Sol.